# فهرست وابسته‌های دیپلماتیک بلیز

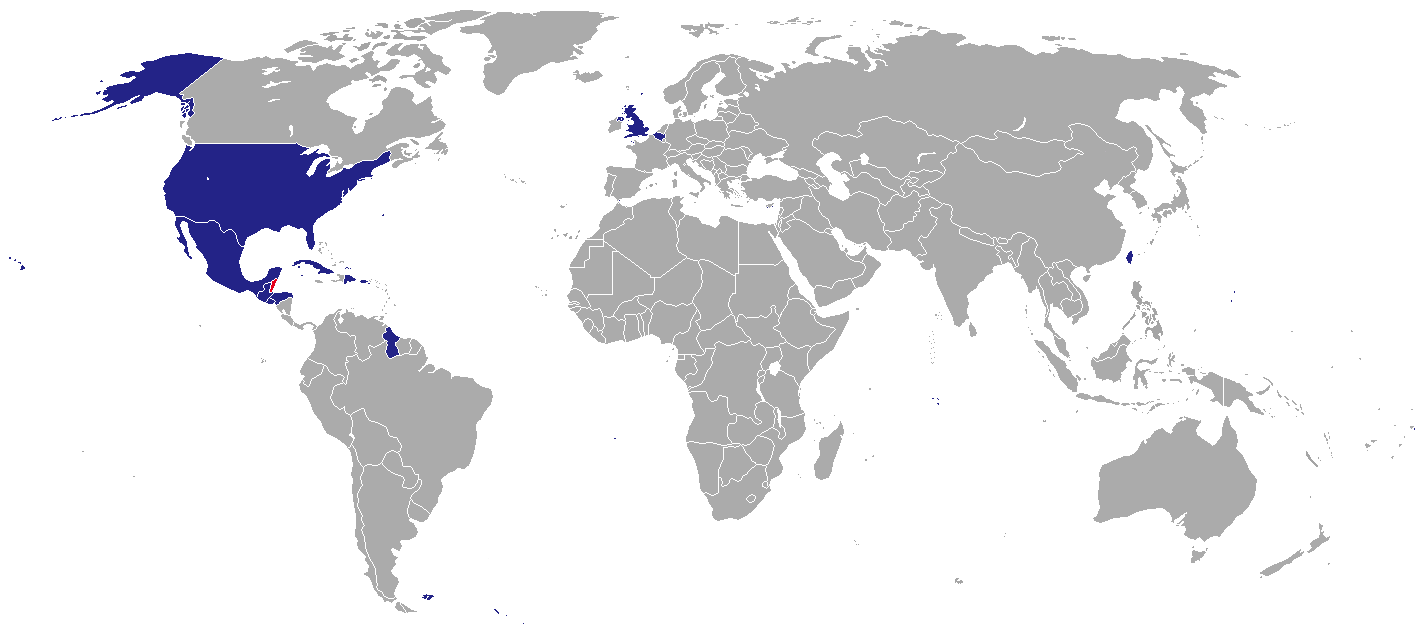
نقشه کشورهای دربردارنده سفارتخانه بلیز

فهرست سفارت‌های بلیز، فهرستی از مراکز سفارتخانه و کنسولگری کشور بلیز در سراسر جهان است.
بلیز (انگلیسی: Belize) (‎i‎/bəˈliːz/‎) کشوری در آمریکای مرکزی به پایتختی بلموپان است. بلیز روابط دیپلماتیک نسبتاً محدودی دارد. از خصوصیات روابط دیپلماتیک این کشور، ارتباط با تایوان به جای جمهوری خلق چین است. این کشور در دوره‌های مختلف تحت حکومت اسپانیا و بعد هم بریتانیا بود که در ۲۱ سپتامبر ۱۹۸۱ رسماً از بریتانیا اعلام استقلال کرد.

## آسیا

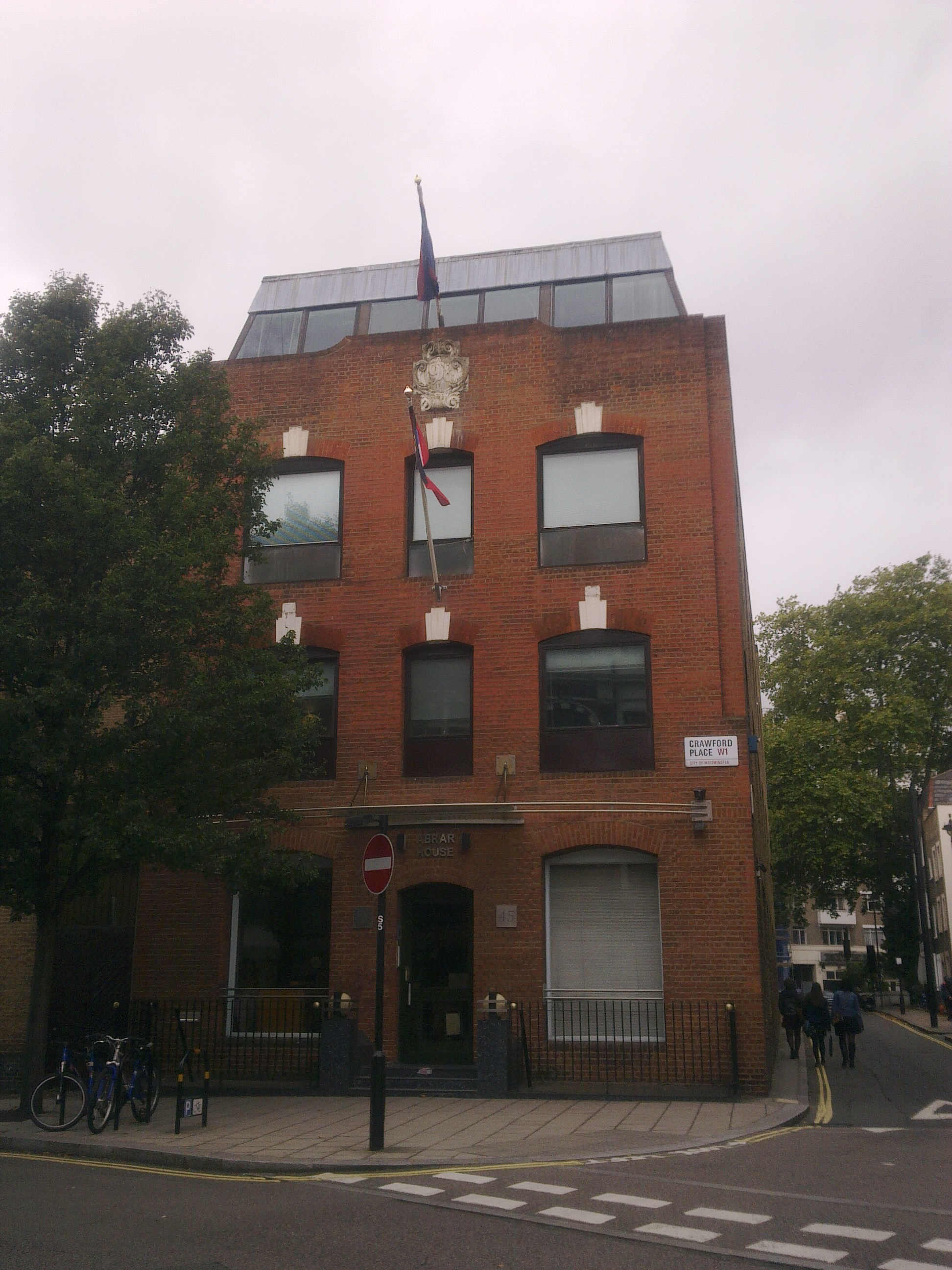
کمیسیون عالی بلیز در لندن

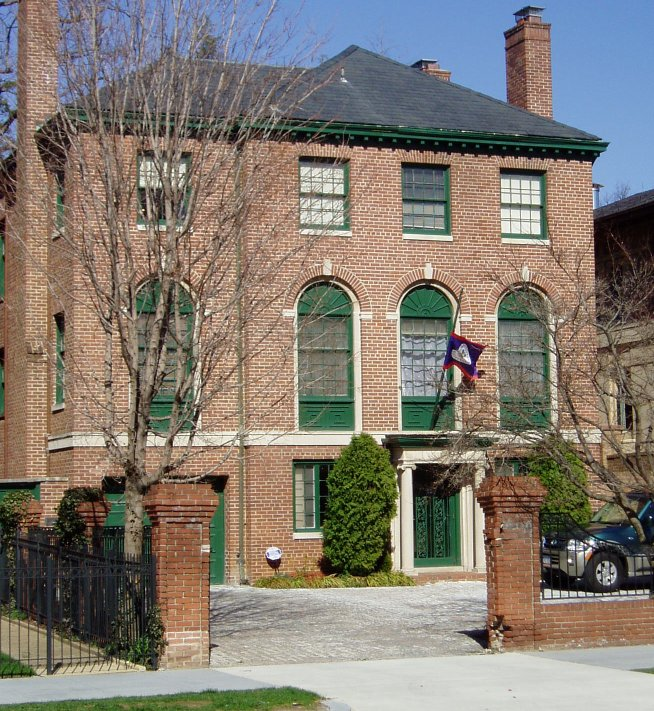
سفارتخانه بلیز در واشنگتن دی سی

- ژاپن
  - توکیو (سفارت)
- تایوان (تایوان)
  - تایپه (سفارت)
- امارات متحده عربی
  - ابوظبی (سفارت)

## آمریکا
- کوبا
  - هاوانا (سفارت)
- جمهوری دومینیکن
  - سانتو دومینگو (سفارت)
- السالوادور
  - سان سالوادور (سفارت)
- گواتمالا
  - گواتمالاسیتی (سفارت)
- هندوراس
  - تگوسیگالپا (سفارت)
- مکزیک
  - مکزیکوسیتی (سفارت)
- ایالات متحده آمریکا
  - واشنگتن دی سی (سفارت)
  - لس آنجلس (سرکنسولگری)

## اروپا
- اتریش
  - وین (سفارت)
- بلژیک
  - بروکسل (سفارت)
- سریر مقدس
  - رم (سفارت)
- ایتالیا
  - رم (سفارت)
- بریتانیا
  - لندن (کمیسیون عالی)

## سازمان‌های چندجانبه
- بروکسل (مأموریت به اتحادیه اروپا)
- نیویورک (نمایندگی دائم به سازمان ملل متحد)
- پاریس (نمایندگی دائم به یونسکو)
- وین (نمایندگی دائم به یونیدو)
- واشنگتن دی سی (نمایندگی دائم به سازمان کشورهای آمریکایی)